# Представители бизнеса за национальную безопасность
«Представители бизнеса за национальную безопасность» (англ. Business Executives for National Security, BENS) — американская неправительственная исследовательская организация. Заявленная цель — оказание экспертной поддержки правительству в сфере обороны и национальной безопасности со стороны бизнеса. Основана в 1982 году.
В совет директоров входят главы компаний, некоммерческих организаций и военных структур. В консультативный совет входят бывшие высокопоставленные государственные деятели США. В частности, в него входили бывший госсекретарь Генри Киссинджер, бывший министр финансов Роберт Рубин, бывший посол при ООН Томас Пикеринг, бывший председатель Объединённого комитета начальников штабов генерал Питер Пейс, бывший директор ЦРУ Майкл Хайден, бывший директор ФБР и ЦРУ Уильям Уэбстер, бывший заместитель председателя Объединённого комитета начальников штабов генерал Джозеф Ралстон, бывший главком ВМС адмирал Вернон Кларк, бывший начальник штаба сухопутных войск генерал Деннис Реймер, бывший глава центрального командования адмирал Уильям Фаллон.
Является одной из самых авторитетных в области обороны и безопасности исследовательских организаций, наряду с такими, как Американский институт предпринимательства, Совет по международным отношениям, Центр стратегических и международных исследований, Брукингский институт, Джеймстаун Фаундейшн, Потомакский институт политических исследований.